# Sezonul de Formula 1 din 2015
Campionatul Mondial de Formula 1 din 2015 a fost cel de-al 69-lea sezon al curselor auto pentru mașinile de Formula 1, recunoscut de organismul de conducere al sportului internațional, Federația Internațională de Automobilism, ca fiind competiția de cea mai înaltă clasă pentru mașinile de curse. A inclus cea de-a 66-a ediție a Campionatului Mondial al Piloților, și a 58-a ediție a Campionatului Mondial al Constructorilor. Sezonul a fost disputat pe parcursul a nouăsprezece curse, începând cu Marele Premiu al Australiei pe 15 martie și terminându-se cu Marele Premiu de la Abu Dhabi pe 29 noiembrie.
Calendarul a prezentat două modificări semnificative față de sezonul 2014. Prima a fost întoarcerea Marelui Premiu al Mexicului, desfășurat ultima oară în 1992. Cealaltă modificare a fost anularea Marelui Premiu al Germaniei după ce nu s-a putut conveni asupra unei locații, lăsând țara fără un eveniment în Campionatul Mondial pentru prima dată în cincizeci și cinci de ani.
Lewis Hamilton și-a asigurat al treilea titlu mondial cu trei curse rămase în sezon. Pe locul secund a fost coechipierul său, Nico Rosberg, la 59 de puncte în urmă, cu Sebastian Vettel de la Ferrari pe locul trei, cu alte 44 de puncte în urmă. Echipa Mercedes AMG Petronas F1 a câștigat Campionatul Constructorilor din 2015 la Marele Premiu al Rusiei, în fața lui Ferrari și Williams, și a încheiat sezonul cu un record de 703 de puncte. Hamilton a câștigat, de asemenea, FIA Pole Trophy cu un total de 11 pole-position-uri în sezon și premiul DHL Fastest Lap Award. Ferrari a câștigat premiul inaugural DHL Fastest Pit Stop Award.

## Piloții și echipele înscrise în campionat:
Piloții și echipele următoare au fost incluse în sezonul din 2015 al campionatului. Echipele au concurat cu anvelopele furnizate de Pirelli.
| Imagine                | Concurent                     | Constructor     | Unitate de putere      | Șasiu  | Piloți | Piloți           | Piloți       |
| ---------------------- | ----------------------------- | --------------- | ---------------------- | ------ | ------ | ---------------- | ------------ |
| Imagine                | Concurent                     | Constructor     | Unitate de putere      | Șasiu  | Nr.    | Numele pilotului | Etape        |
| Mercedes F1 W06 Hybrid | Mercedes AMG Petronas F1 Team | Mercedes        | Mercedes PU106B Hybrid | F1 W06 | 6      | Nico Rosberg     | Toate        |
| Mercedes F1 W06 Hybrid | Mercedes AMG Petronas F1 Team | Mercedes        | Mercedes PU106B Hybrid | F1 W06 | 44     | Lewis Hamilton   | Toate        |
| Red Bull RB11          | Infiniti Red Bull Racing      | Red Bull Racing | Renault Energy F1-2015 | RB11   | 3      | Daniel Ricciardo | Toate        |
| Red Bull RB11          | Infiniti Red Bull Racing      | Red Bull Racing | Renault Energy F1-2015 | RB11   | 26     | Daniil Kveat     | Toate        |
| Williams FW37          | Williams Martini Racing       | Williams        | Mercedes PU106B Hybrid | FW37   | 19     | Felipe Massa     | Toate        |
| Williams FW37          | Williams Martini Racing       | Williams        | Mercedes PU106B Hybrid | FW37   | 77     | Valtteri Bottas  | Toate        |
| Ferrari SF15-T         | Scuderia Ferrari              | Ferrari         | Ferrari 059/4          | SF15-T | 5      | Sebastian Vettel | Toate        |
| Ferrari SF15-T         | Scuderia Ferrari              | Ferrari         | Ferrari 059/4          | SF15-T | 7      | Kimi Räikkönen   | Toate        |
| McLaren MP4-30         | McLaren Honda                 | McLaren         | Honda RA615H Hybrid    | MP4-30 | 14     | Fernando Alonso  | 2-19         |
| McLaren MP4-30         | McLaren Honda                 | McLaren         | Honda RA615H Hybrid    | MP4-30 | 20     | Kevin Magnussen  | 1            |
| McLaren MP4-30         | McLaren Honda                 | McLaren         | Honda RA615H Hybrid    | MP4-30 | 22     | Jenson Button    | Toate        |
| Force India VJM08      | Sahara Force India F1 Team    | Force India     | Mercedes PU106B Hybrid | VJM08  | 11     | Sergio Pérez     | Toate        |
| Force India VJM08      | Sahara Force India F1 Team    | Force India     | Mercedes PU106B Hybrid | VJM08  | 27     | Nico Hülkenberg  | Toate        |
| STR STR10              | Scuderia Toro Rosso           | Toro Rosso      | Renault Energy F1-2015 | STR10  | 33     | Max Verstappen   | Toate        |
| STR STR10              | Scuderia Toro Rosso           | Toro Rosso      | Renault Energy F1-2015 | STR10  | 55     | Carlos Sainz Jr. | Toate        |
| Lotus E23 Hybrid       | Lotus F1 Team                 | Lotus           | Mercedes PU106B Hybrid | E23    | 8      | Romain Grosjean  | Toate        |
| Lotus E23 Hybrid       | Lotus F1 Team                 | Lotus           | Mercedes PU106B Hybrid | E23    | 13     | Pastor Maldonado | Toate        |
| Marussia MR03          | Manor Marussia F1 Team        | Marussia        | Ferrari 059/3          | MR03   | 28     | Will Stevens     | 2-19         |
| Marussia MR03          | Manor Marussia F1 Team        | Marussia        | Ferrari 059/3          | MR03   | 53     | Alexander Rossi  | 13-14, 16-18 |
| Marussia MR03          | Manor Marussia F1 Team        | Marussia        | Ferrari 059/3          | MR03   | 98     | Roberto Merhi    | 2-12, 15, 19 |
| Sauber C34             | Sauber F1 Team                | Sauber          | Ferrari 059/4          | C34    | 9      | Marcus Ericsson  | Toate        |
| Sauber C34             | Sauber F1 Team                | Sauber          | Ferrari 059/4          | C34    | 12     | Felipe Nasr      | Toate        |
| Surse:                 |                               |                 |                        |        |        |                  |              |

## Calendar

Națiunile care au găzduit curse de Formula 1 în 2015 sunt arătate în verde. Națiunile care au găzduit curse de Formula 1 în trecut sunt arătate în gri închis

Cele 19 Mari Premii care au făcut parte din Campionatul Mondial din 2015:
| 1.                                                   | 2.                                                  | 3.                                            | 4.                                              |
| ---------------------------------------------------- | --------------------------------------------------- | --------------------------------------------- | ----------------------------------------------- |
| Marele Premiu al Australiei 13-15 martie             | Marele Premiu al Malaysiei 27-29 martie             | Marele Premiu al Chinei 10-12 aprilie         | Marele Premiu al Bahrainului 17-19 aprilie      |
| Albert Park (S)                                      | Sepang (P)                                          | Shanghai (P)                                  | Bahrain (P)                                     |
| 5.                                                   | 6.                                                  | 7.                                            | 8.                                              |
| Marele Premiu al Spaniei 8-10 mai                    | Marele Premiu al Principatului Monaco 21, 23-24 mai | Marele Premiu al Canadei 5-7 iunie            | Marele Premiu al Austriei 19-21 iunie           |
| Catalunya (P)                                        | Monaco (S)                                          | Gilles Villeneuve (S)                         | Red Bull Ring (P)                               |
| 9.                                                   | 10.                                                 | 11.                                           | 12.                                             |
| Marele Premiu al Marii Britanii 3-5 iulie            | Marele Premiu al Ungariei 24-26 iulie               | Marele Premiu al Belgiei 21-23 august         | Marele Premiu al Italiei 4-6 septembrie         |
| Silverstone (P)                                      | Hungaroring (P)                                     | Spa-Francorchamps (P)                         | Monza (P)                                       |
| 13.                                                  | 14.                                                 | 15.                                           | 16.                                             |
| Marele Premiu al statului Singapore 18-20 septembrie | Marele Premiu al Japoniei 25-27 septembrie          | Marele Premiu al Rusiei 9-11 octombrie        | Marele Premiu al Statelor Unite 23-25 octombrie |
| Marina Bay (S)                                       | Suzuka (P)                                          | Soci (P)                                      | Americilor (P)                                  |
| 17.                                                  | 18.                                                 | 19.                                           |                                                 |
| Marele Premiu al Mexicului 30 oct-1 noi              | Marele Premiu al Braziliei 13-15 noiembrie          | Marele Premiu de la Abu Dhabi 27-29 noiembrie |                                                 |
| Hermanos Rodríguez (P)                               | Interlagos (P)                                      | Yas Marina (P)                                |                                                 |
| (P) - pistă; (S) - stradă. Surse:                    |                                                     |                                               |                                                 |

## Pneuri
| MP     | SS | S | M | H |
| ------ | -- | - | - | - |
| AUS    |    | X | X |   |
| MAL    |    |   | X | X |
| CHN    |    | X | X |   |
| BHR    |    | X | X |   |
| ESP    |    |   | X | X |
| MON    | X  | X |   |   |
| CAN    | X  | X |   |   |
| AUT    | X  | X |   |   |
| GBR    |    |   | X | X |
| HUN    |    | X | X |   |
| BEL    |    | X | X |   |
| ITA    |    | X | X |   |
| SGP    | X  | X |   |   |
| JPN    |    |   | X | X |
| RUS    | X  | X |   |   |
| USA    |    | X | X |   |
| MEX    |    | X | X |   |
| BRA    |    | X | X |   |
| ABU    | X  | X |   |   |
| Sursa: |    |   |   |   |

| Numele compusului | Pneu | Pneu | Condiții de rulare   | Aderență | Durabilitate |
| ----------------- | ---- | ---- | -------------------- | -------- | ------------ |
| Supersoft         |      |      | Uscat                | 4        | 1            |
| Soft (Moale)      |      |      | Uscat                | 3        | 2            |
| Medium (Mediu)    |      |      | Uscat                | 2        | 3            |
| Hard (Dur)        |      |      | Uscat                | 1        | 4            |
| Intermediate      |      |      | Umed (Ploaie ușoară) | N/A      | N/A          |
| Wet               |      |      | Umed (Ploaie)        | N/A      | N/A          |

Furnizorul de anvelope Pirelli a păstrat aceeași schemă de anvelope ca în sezonul precedent, deși producătorul a dezvoltat o nouă construcție spate diferită, concepută pentru a distribui mai uniform forțele și temperaturile.

## Rezultate și clasamente

### Marile Premii
| Etapa  | Mare Premiu                | Pole position    | Cel mai rapid tur | Pilotul câștigător | Constructorul câștigător | Raport | Lider | Lider |
| Etapa  | Mare Premiu                | Pole position    | Cel mai rapid tur | Pilotul câștigător | Constructorul câștigător | Raport | Pilot | Dif.  |
| ------ | -------------------------- | ---------------- | ----------------- | ------------------ | ------------------------ | ------ | ----- | ----- |
| 1      | MP al Australiei           | Lewis Hamilton   | Lewis Hamilton    | Lewis Hamilton     | Mercedes                 | Raport | HAM   | 7     |
| 2      | MP al Malaysiei            | Lewis Hamilton   | Nico Rosberg      | Sebastian Vettel   | Ferrari                  | Raport | HAM   | 3     |
| 3      | MP al Chinei               | Lewis Hamilton   | Lewis Hamilton    | Lewis Hamilton     | Mercedes                 | Raport | HAM   | 13    |
| 4      | MP al Bahrainului          | Lewis Hamilton   | Kimi Räikkönen    | Lewis Hamilton     | Mercedes                 | Raport | HAM   | 27    |
| 5      | MP al Spaniei              | Nico Rosberg     | Lewis Hamilton    | Nico Rosberg       | Mercedes                 | Raport | HAM   | 20    |
| 6      | MP al Principatului Monaco | Lewis Hamilton   | Daniel Ricciardo  | Nico Rosberg       | Mercedes                 | Raport | HAM   | 10    |
| 7      | MP al Canadei              | Lewis Hamilton   | Kimi Räikkönen    | Lewis Hamilton     | Mercedes                 | Raport | HAM   | 17    |
| 8      | MP al Austriei             | Lewis Hamilton   | Nico Rosberg      | Nico Rosberg       | Mercedes                 | Raport | HAM   | 10    |
| 9      | MP al Marii Britanii       | Lewis Hamilton   | Lewis Hamilton    | Lewis Hamilton     | Mercedes                 | Raport | HAM   | 17    |
| 10     | MP al Ungariei             | Lewis Hamilton   | Daniel Ricciardo  | Sebastian Vettel   | Ferrari                  | Raport | HAM   | 21    |
| 11     | MP al Belgiei              | Lewis Hamilton   | Nico Rosberg      | Lewis Hamilton     | Mercedes                 | Raport | HAM   | 28    |
| 12     | MP al Italiei              | Lewis Hamilton   | Lewis Hamilton    | Lewis Hamilton     | Mercedes                 | Raport | HAM   | 53    |
| 13     | MP al statului Singapore   | Sebastian Vettel | Daniel Ricciardo  | Sebastian Vettel   | Ferrari                  | Raport | HAM   | 41    |
| 14     | MP al Japoniei             | Nico Rosberg     | Lewis Hamilton    | Lewis Hamilton     | Mercedes                 | Raport | HAM   | 48    |
| 15     | MP al Rusiei               | Nico Rosberg     | Sebastian Vettel  | Lewis Hamilton     | Mercedes                 | Raport | HAM   | 66    |
| 16     | MP al Statelor Unite       | Nico Rosberg     | Nico Rosberg      | Lewis Hamilton     | Mercedes                 | Raport | HAM   | 76    |
| 17     | MP al Mexicului            | Nico Rosberg     | Nico Rosberg      | Nico Rosberg       | Mercedes                 | Raport | HAM   | 73    |
| 18     | MP al Braziliei            | Nico Rosberg     | Lewis Hamilton    | Nico Rosberg       | Mercedes                 | Raport | HAM   | 66    |
| 19     | MP de la Abu Dhabi         | Nico Rosberg     | Lewis Hamilton    | Nico Rosberg       | Mercedes                 | Raport | HAM   | 59    |
| Surse: |                            |                  |                   |                    |                          |        |       |       |

### Sistemul de punctaj
Punctele sunt acordate primilor zece piloți care au terminat în fiecare cursă, folosind următoarea structură:
| Loc    | 1  | 2  | 3  | 4  | 5  | 6 | 7 | 8 | 9 | 10 |
| Puncte | 25 | 18 | 15 | 12 | 10 | 8 | 6 | 4 | 2 | 1  |

Pentru a obține toate punctele, câștigătorul cursei trebuie să termine cel puțin 75% din distanța programată. Jumătate de puncte sunt acordate dacă câștigătorul cursei termină mai puțin de 75% din distanță, cu condiția terminării a cel puțin două tururi complete. În cazul de egalitate la încheierea campionatului, se folosește un sistem de numărătoare, cel mai bun rezultat fiind folosit pentru a decide clasamentul final.
Note
- ^1 - În cazul în care nu sunt încheiate două tururi complete, nu se acordă nici un punct și cursa este abandonată.
- ^2 - În cazul în care doi sau mai mulți piloți realizează același cel mai bun rezultat de un număr egal de ori, se va folosi următorul cel mai bun rezultat. Dacă doi sau mai mulți piloți vor avea un număr egal de rezultate de un număr egal de ori, FIA va nominaliza câștigătorul conform unor criterii pe care le va considera potrivite.

### Clasament Campionatul Mondial al Piloților
| Poz.   | Pilot            | AUS  | MAL | CHN  | BHR | ESP | MON | CAN | AUT | GBR  | HUN | BEL | ITA  | SIN | JPN | RUS | USA  | MEX  | BRA | ABU | Pct.   |
| Poz.   | Pilot            |      |     |      |     |     |     |     |     |      |     |     |      |     |     |     |      |      |     |     | Pct.   |
| ------ | ---------------- | ---- | --- | ---- | --- | --- | --- | --- | --- | ---- | --- | --- | ---- | --- | --- | --- | ---- | ---- | --- | --- | ------ |
| 1      | Lewis Hamilton   | 1P R | 2P  | 1P R | 1P  | 2R  | 3P  | 1P  | 2P  | 1P R | 6P  | 1P  | 1P R | Ab  | 1R  | 1   | 1    | 2    | 2R  | 2R  | 381    |
| 2      | Nico Rosberg     | 2    | 3R  | 2    | 3   | 1P  | 1   | 2   | 1R  | 2    | 8   | 2R  | 17*  | 4   | 2P  | AbP | 2P R | 1P R | 1P  | 1P  | 322    |
| 3      | Sebastian Vettel | 3    | 1   | 3    | 5   | 3   | 2   | 5   | 4   | 3    | 1   | 12* | 2    | 1P  | 3   | 2R  | 3    | Ab   | 3   | 4   | 278    |
| 4      | Kimi Räikkönen   | Ab   | 4   | 4    | 2R  | 5   | 6   | 4R  | Ab  | 8    | Ab  | 7   | 5    | 3   | 4   | 8   | Ab   | Ab   | 4   | 3   | 150    |
| 5      | Valtteri Bottas  | NS   | 5   | 6    | 4   | 4   | 14  | 3   | 5   | 5    | 13  | 9   | 4    | 5   | 5   | 12* | Ab   | 3    | 5   | 13  | 136    |
| 6      | Felipe Massa     | 4    | 6   | 5    | 10  | 6   | 15  | 6   | 3   | 4    | 12  | 6   | 3    | Ab  | 17  | 4   | Ab   | 6    | DSC | 8   | 121    |
| 7      | Daniil Kveat     | NS   | 9   | Ab   | 9   | 10  | 4   | 9   | 12  | 6    | 2   | 4   | 10   | 6   | 13  | 5   | Ab   | 4    | 7   | 10  | 95     |
| 8      | Daniel Ricciardo | 6    | 10  | 9    | 6   | 7   | 5R  | 13  | 10  | Ab   | 3R  | Ab  | 8    | 2R  | 15  | 15* | 10   | 5    | 11  | 6   | 92     |
| 9      | Sergio Pérez     | 10   | 13  | 11   | 8   | 13  | 7   | 11  | 9   | 9    | Ab  | 5   | 6    | 7   | 12  | 3   | 5    | 8    | 12  | 5   | 78     |
| 10     | Nico Hülkenberg  | 7    | 14  | Ab   | 13  | 15  | 11  | 8   | 6   | 7    | Ab  | NS  | 7    | Ab  | 6   | Ab  | Ab   | 7    | 6   | 7   | 58     |
| 11     | Romain Grosjean  | Ab   | 11  | 7    | 7   | 8   | 12  | 10  | Ab  | Ab   | 7   | 3   | Ab   | 13* | 7   | Ab  | Ab   | 10   | 8   | 9   | 51     |
| 12     | Max Verstappen   | Ab   | 7   | 17*  | Ab  | 11  | Ab  | 15  | 8   | Ab   | 4   | 8   | 12   | 8   | 9   | 10  | 4    | 9    | 9   | 16  | 49     |
| 13     | Felipe Nasr      | 5    | 12  | 8    | 12  | 12  | 9   | 16  | 11  | NS   | 11  | 11  | 13   | 10  | 20* | 6   | 9    | Ab   | 13  | 15  | 27     |
| 14     | Pastor Maldonado | Ab   | Ab  | Ab   | 15  | Ab  | Ab  | 7   | 7   | Ab   | 14  | Ab  | Ab   | 12  | 8   | 7   | 8    | 11   | 10  | Ab  | 27     |
| 15     | Carlos Sainz Jr. | 9    | 8   | 13   | Ab  | 9   | 10  | 12  | Ab  | Ab   | Ab  | Ab  | 11   | 9   | 10  | Ab  | 7    | 13   | Ab  | 11  | 18     |
| 16     | Jenson Button    | 11   | Ab  | 14   | NS  | 16  | 8   | Ab  | Ab  | Ab   | 9   | 14  | 14   | Ab  | 16  | 9   | 6    | 14   | 14  | 12  | 16     |
| 17     | Fernando Alonso  |      | Ab  | 12   | 11  | Ab  | Ab  | Ab  | Ab  | 10   | 5   | 13  | 18*  | Ab  | 11  | 11  | 11   | Ab   | 15  | 17  | 11     |
| 18     | Marcus Ericsson  | 8    | Ab  | 10   | 14  | 14  | 13  | 14  | 13  | 11   | 10  | 10  | 9    | 11  | 14  | Ab  | Ab   | 12   | 16  | 14  | 9      |
| 19     | Roberto Merhi    |      | 15  | 16   | 17  | 18  | 16  | Ab  | 14  | 12   | 15  | 15  | 16   |     |     | 13  |      |      |     | 19  | 0      |
| 20     | Alexander Rossi  |      |     |      |     |     |     |     |     |      |     |     |      | 14  | 18  |     | 12   | 15   | 18  |     | 0      |
| 21     | Will Stevens     |      | NS  | 15   | 16  | 17  | 17  | 17  | Ab  | 13   | 16* | 16  | 15   | 15  | 19  | 14  | Ab   | 16   | 17  | 18  | 0      |
| —      | Kevin Magnussen  | NS   |     |      |     |     |     |     |     |      |     |     |      |     |     |     |      |      |     |     | 0      |
| Poz.   | Pilot            | AUS  | MAL | CHN  | BHR | ESP | MON | CAN | AUT | GBR  | HUN | BEL | ITA  | SIN | JPN | RUS | USA  | MEX  | BRA | ABU | Puncte |
| Sursa: |                  |      |     |      |     |     |     |     |     |      |     |     |      |     |     |     |      |      |     |     |        |

| Legendă      | Legendă                                                |
| Culoare      | Rezultat                                               |
| ------------ | ------------------------------------------------------ |
| Auriu        | Câștigător                                             |
| Argintiu     | Locul 2                                                |
| Bronz        | Locul 3                                                |
| Verde        | Alte locuri care punctează                             |
| Albastru     | Alte locuri                                            |
| Albastru     | Nu s-a clasat, dar a terminat cursa (NC)               |
| Purpuriu     | A abandonat cursa (Ab)                                 |
| Negru        | Descalificat (DSC)                                     |
| Alb          | Nu a luat startul (NS)                                 |
| Roșu         | Nu s-a calificat (NSC)                                 |
| Fără culoare | Retras înainte de calificări (Ret)                     |
| Fără culoare | Exclus (EX)                                            |
| Fără culoare | Nu a participat (celulă goală)                         |
| Adnotare     | Însemnătate                                            |
| P            | Pole position                                          |
| R            | Cel mai rapid tur                                      |
| *            | Nu a terminat, dar a parcurs mai mult de 90% din cursă |

### Clasament Campionatul Mondial al Constructorilor
| Poz.   | Constructor             | AUS  | MAL | CHN  | BHR | ESP | MON | CAN | AUT | GBR  | HUN | BEL | ITA  | SIN | JPN | RUS | USA  | MEX  | BRA | ABU | Pct.   |
| Poz.   | Constructor             |      |     |      |     |     |     |     |     |      |     |     |      |     |     |     |      |      |     |     | Pct.   |
| ------ | ----------------------- | ---- | --- | ---- | --- | --- | --- | --- | --- | ---- | --- | --- | ---- | --- | --- | --- | ---- | ---- | --- | --- | ------ |
| 1      | Mercedes                | 1P R | 2P  | 1P R | 1P  | 1P  | 1   | 1P  | 1R  | 1P R | 6P  | 1P  | 1P R | 4   | 1R  | 1   | 1    | 1P R | 1P  | 1P  | 703    |
| 1      | Mercedes                | 2    | 3R  | 2    | 3   | 2R  | 3P  | 2   | 2P  | 2    | 8   | 2R  | 17*  | Ab  | 2P  | AbP | 2P R | 2    | 2R  | 2R  | 703    |
| 2      | Ferrari                 | 3    | 1   | 3    | 2R  | 3   | 2   | 4R  | 4   | 3    | 1   | 7   | 2    | 1P  | 3   | 2R  | 3    | Ab   | 3   | 3   | 428    |
| 2      | Ferrari                 | Ab   | 4   | 4    | 5   | 5   | 6   | 5   | Ab  | 8    | Ab  | 12* | 5    | 3   | 4   | 8   | Ab   | Ab   | 4   | 4   | 428    |
| 3      | Williams-Mercedes       | 4    | 5   | 5    | 4   | 4   | 14  | 3   | 3   | 4    | 12  | 6   | 3    | 5   | 5   | 4   | Ab   | 3    | 5   | 8   | 257    |
| 3      | Williams-Mercedes       | NS   | 6   | 6    | 10  | 6   | 15  | 6   | 5   | 5    | 13  | 9   | 4    | Ab  | 17  | 12* | Ab   | 6    | DSC | 13  | 257    |
| 4      | Red Bull Racing-Renault | 6    | 9   | 9    | 6   | 7   | 4   | 9   | 10  | 6    | 2   | 4   | 8    | 2R  | 13  | 5   | 10   | 4    | 7   | 6   | 187    |
| 4      | Red Bull Racing-Renault | NS   | 10  | Ab   | 9   | 10  | 5R  | 13  | 12  | Ab   | 3R  | Ab  | 10   | 6   | 15  | 15* | Ab   | 5    | 11  | 10  | 187    |
| 5      | Force India-Mercedes    | 7    | 13  | 11   | 8   | 13  | 7   | 8   | 6   | 7    | Ab  | 5   | 6    | 7   | 6   | 3   | 5    | 7    | 6   | 7   | 136    |
| 5      | Force India-Mercedes    | 10   | 14  | Ab   | 13  | 15  | 11  | 11  | 9   | 9    | Ab  | NS  | 7    | Ab  | 12  | Ab  | Ab   | 8    | 12  | 5   | 136    |
| 6      | Lotus-Mercedes          | Ab   | 11  | 7    | 7   | 8   | 12  | 7   | 7   | Ab   | 7   | 3   | Ab   | 12  | 7   | 7   | 8    | 10   | 8   | 9   | 78     |
| 6      | Lotus-Mercedes          | Ab   | Ab  | Ab   | 15  | Ab  | Ab  | 10  | Ab  | Ab   | 14  | Ab  | Ab   | 13* | 8   | Ab  | Ab   | 11   | 10  | Ab  | 78     |
| 7      | Toro Rosso-Renault      | 9    | 7   | 13   | Ab  | 9   | 10  | 12  | 8   | Ab   | 4   | 8   | 11   | 8   | 9   | 10  | 4    | 9    | 9   | 11  | 67     |
| 7      | Toro Rosso-Renault      | Ab   | 8   | 17*  | Ab  | 11  | Ab  | 15  | Ab  | Ab   | Ab  | Ab  | 12   | 9   | 10  | Ab  | 7    | 13   | Ab  | 16  | 67     |
| 8      | Sauber-Ferrari          | 5    | 12  | 8    | 12  | 12  | 9   | 14  | 11  | 11   | 10  | 10  | 9    | 10  | 14  | 6   | 9    | 12   | 13  | 14  | 36     |
| 8      | Sauber-Ferrari          | 8    | Ab  | 10   | 14  | 14  | 13  | 16  | 13  | NS   | 11  | 11  | 13   | 11  | 20* | Ab  | Ab   | Ab   | 16  | 15  | 36     |
| 9      | McLaren-Honda           | 11   | Ab  | 12   | 11  | 16  | 8   | Ab  | Ab  | 10   | 5   | 13  | 14   | Ab  | 11  | 9   | 6    | 14   | 14  | 12  | 27     |
| 9      | McLaren-Honda           | NS   | Ab  | 14   | NS  | Ab  | Ab  | Ab  | Ab  | Ab   | 9   | 14  | 18*  | Ab  | 16  | 11  | 11   | Ab   | 15  | 17  | 27     |
| 10     | Marussia-Ferrari        |      | 15  | 15   | 16  | 17  | 16  | 17  | 14  | 12   | 15  | 15  | 15   | 14  | 18  | 13  | 12   | 15   | 17  | 18  | 0      |
| 10     | Marussia-Ferrari        | NS   | 16  | 17   | 18  | 17  | Ab  | Ab  | 13  | 16*  | 16  | 16  | 15   | 19  | 14  | Ab  | 16   | 18   | 19  |     | 0      |
| Poz.   | Constructor             | AUS  | MAL | CHN  | BHR | ESP | MON | CAN | AUT | GBR  | HUN | BEL | ITA  | SIN | JPN | RUS | USA  | MEX  | BRA | ABU | Puncte |
| Sursa: |                         |      |     |      |     |     |     |     |     |      |     |     |      |     |     |     |      |      |     |     |        |

| Legendă      | Legendă                                                |
| Culoare      | Rezultat                                               |
| ------------ | ------------------------------------------------------ |
| Auriu        | Câștigător                                             |
| Argintiu     | Locul 2                                                |
| Bronz        | Locul 3                                                |
| Verde        | Alte locuri care punctează                             |
| Albastru     | Alte locuri                                            |
| Albastru     | Nu s-a clasat, dar a terminat cursa (NC)               |
| Purpuriu     | A abandonat cursa (Ab)                                 |
| Negru        | Descalificat (DSC)                                     |
| Alb          | Nu a luat startul (NS)                                 |
| Roșu         | Nu s-a calificat (NSC)                                 |
| Fără culoare | Retras înainte de calificări (Ret)                     |
| Fără culoare | Exclus (EX)                                            |
| Fără culoare | Nu a participat (celulă goală)                         |
| Adnotare     | Însemnătate                                            |
| P            | Pole position                                          |
| R            | Cel mai rapid tur                                      |
| *            | Nu a terminat, dar a parcurs mai mult de 90% din cursă |

Note:
- Pozițiile sunt sortate după cel mai bun rezultat, rândurile nefiind legate de piloți. În caz de egalitate de puncte, cele mai bune poziții obținute au determinat rezultatul.